# Relais 4 × 100 mètres masculin aux Jeux olympiques d'été de 1972 (athlétisme)
Navigation
Mexico 1968 Montréal 1976
L'épreuve du relais 4 × 100 mètres masculin aux Jeux olympiques de 1972 s'est déroulée les 9 et 10 septembre 1972 au Stade olympique de Munich, en République fédérale d'Allemagne.  Elle est remportée par l'équipe des États-Unis (Larry Black, Robert Taylor, Gerald Tinker et Edward Hart) qui établit un nouveau record du monde en 38 s 19.

## Résultats

### Finale
| Rang               | Athlète                                                            | Pays                 | Temps   | Notes |
| ------------------ | ------------------------------------------------------------------ | -------------------- | ------- | ----- |
| Médaille d'or      | Larry Black Robert Taylor Gerald Tinker Edward Hart                | États-Unis           | 38 s 19 | WR    |
| Médaille d'argent  | Aleksandr Kornelyuk Vladimir Lovetsky Juris Silovs Valeriy Borzov  | Union soviétique     | 38 s 50 |       |
| Médaille de bronze | Jobst Hirscht Karlheinz Klotz Gerhard Wucherer Klaus Ehl           | Allemagne de l'Ouest | 38 s 79 |       |
| 4                  | Jaroslav Matoušek Juraj Demeč Jiří Kynos Luděk Bohman              | Tchécoslovaquie      | 38 s 82 |       |
| 5                  | Manfred Kokot Bernd Borth Hans-Jürgen Bombach Siegfried Schenke    | Allemagne de l'Est   | 38 s 90 |       |
| 6                  | Stanisław Wagner Tadeusz Cuch Jerzy Czerbniak Zenon Nowosz         | Pologne              | 39 s 03 |       |
| 7                  | Patrick Bourbeillon Jean-Pierre Grès Gérard Fenouil Bruno Cherrier | France               | 39 s 14 |       |
| 8                  | Vincenzo Guerini Ennio Preatoni Luigi Benedetti Pietro Mennea      | Italie               | 39 s 14 |       |

## Légende
Records et Performances
- AR : Record continental (area record)
- CR : Record des championnats (championship record)
- MR : Record du meeting (meet record)
- NR : Record national (national record)
- OR : Record olympique (olympic record)
- PR : Record paralympique (paralympic record)
- PB : Record personnel (personal best)
- SB : Meilleure performance personnelle de la saison (season's best)
- WL : Meilleure performance mondiale de l'année (world leader)
- WJR : Record du monde junior (world junior record)
- WR : Record du monde (world record)

Circonstances et Conditions
- DNF : N'a pas terminé (did not finish)
- DNS : N'a pas pris le départ (did not start)
- DQ : Disqualification (disqualification)
- NM : Aucun essai valable enregistré (No Mark)
- Q : Qualifié « directement » au prochain tour (ou à la prochaine compétition), lors d'une compétition majeure, grâce au classement ou à la réalisation des minima (automatic qualifier)
- q : Qualifié au prochain tour (ou à la prochaine compétition), lors d'une compétition majeure, grâce au repêchage ou à la réalisation de l'une des meilleures performances parmi celles des « non qualifiés directement » (grâce au meilleur temps ou à la meilleure distance par exemple) (secondary qualifier)